# Městská občina Nova Gorica
Městská občina Nova Gorica (slovinsky Mestna občina Nova Gorica) je jednou z 212 slovinských občin. Nachází se v Gorickém regionu (slovinsky Goriška regija). Správním centrem je město Nova Gorica.

## Sídla
- Ajševica
- Banjšice
- Bate
- Branik
- Brdo
- Budihni
- Čepovan
- Dornberk
- Draga
- Dragovica
- Gradišče nad Prvačino
- Grgar
- Grgarske Ravne
- Kromberk
- Lazna
- Loke
- Lokovec
- Lokve
- Nemci
- Nova Gorica
- Osek
- Ozeljan
- Podgozd
- Potok pri Dornberku
- Preserje
- Pristava
- Prvačina
- Ravnica
- Rožna Dolina
- Saksid
- Solkan
- Spodnja Branica
- Stara Gora
- Steske
- Sveta Gora
- Šempas
- Šmaver
- Šmihel
- Tabor
- Trnovo
- Vitovlje
- Voglarji
- Zalošče